# Dům U černého orla (Olomouc)
Dům U černého orla je domovní znamení hostince v Olomouci na Dolní Hejčínské 21. Zůstal jen reliéf sedícího černého orla ve štukovém orámování. Orel drží ve spárech popisné číslo v oválném štítku. Hostinec nesl dlouho jméno podle tohoto domovního znamení, na začátku 20. století se jmenoval podle majitele Jaroslava Hudce. Nakonec zůstalo jen domovní znamení a hostinec byl zrušen.
„U černého orla“ bylo také původní označení Krajinské lékárny na olomouckém Horním náměstí.